# Uborkî, Kulîkivka
Uborkî (în ucraineană Уборки) este un sat în comuna Horbove din raionul Kulîkivka, regiunea Cernihiv, Ucraina.

## Demografie
Componența lingvistică a localității Uborkî
     Ucraineană (97,3%)
     Rusă (2,7%)
Conform recensământului din 2001, majoritatea populației localității Uborkî era vorbitoare de ucraineană (97,3%), existând în minoritate și vorbitori de rusă (2,7%).